# 100 mètres masculin aux Jeux olympiques d'été de 1988 (athlétisme)
Pour un article plus général, voir Athlétisme aux Jeux olympiques d'été de 1988.
Navigation
Los Angeles 1984 Barcelone 1992
L'épreuve du 100 mètres masculin aux Jeux olympiques de 1988 s'est déroulée les 23 et 24 septembre 1988 au Stade olympique de Séoul, en Corée du Sud. Elle est remportée par l'Américain Carl Lewis après disqualification pour dopage du Canadien Ben Johnson. 
Cette finale reste comme «la course la plus sale» de l’histoire : outre le scandale planétaire et le déclassement immédiat de Ben Jonhson, tous les autres finalistes, à l'exception de Calvin Smith et Robson da Silva, seront impliqués dans des affaires de dopage au cours de leur carrière.

## Médaillés
| Or               | Argent                 | Bronze             |
| Carl Lewis (USA) | Linford Christie (GBR) | Calvin Smith (USA) |

## Résultats

### Finale (24 septembre)
Ben Johnson, vainqueur du 100 mètres avec un chrono de 9 s 79, a été disqualifié pour dopage.
| Rang                                | Ligne | Athlète          | Nationalité     | Temps de réaction | Résultat | Notes |
| ----------------------------------- | ----- | ---------------- | --------------- | ----------------- | -------- | ----- |
| Médaille d'or, Jeux olympiques      | 3     | Carl Lewis       | États-Unis      | 0 s 136           | 9 s 92   | RM    |
| Médaille d'argent, Jeux olympiques  | 4     | Linford Christie | Grande-Bretagne | 0 s 138           | 9 s 97   | AR    |
| Médaille de bronze, Jeux olympiques | 5     | Calvin Smith     | États-Unis      | 0 s 176           | 9 s 99   |       |
| 4                                   | 8     | Dennis Mitchell  | États-Unis      | 0 s 186           | 10 s 04  |       |
| 5                                   | 1     | Robson da Silva  | Brésil          | 0 s 155           | 10 s 11  |       |
| 6                                   | 7     | Desai Williams   | Canada          | 0 s 149           | 10 s 11  |       |
| 7                                   | 2     | Ray Stewart      | Jamaïque        | 0 s 159           | 12 s 26  |       |
| -                                   | 6     | Ben Johnson      | Canada          | 0 s 132           | 9 s 79   | DSQ   |

### Demi-finales (24 septembre)

#### Série 1
| Rang | Ligne | Athlète          | Nationalité | Résultat | Notes | Qual. |
| ---- | ----- | ---------------- | ----------- | -------- | ----- | ----- |
| 1    | 5     | Carl Lewis       | États-Unis  | 9 s 97   |       | Q     |
| 2    | 3     | Calvin Smith     | États-Unis  | 10 s 15  |       | Q     |
| 3    | 2     | Ray Stewart      | Jamaïque    | 10 s 18  |       | Q     |
| 4    | 4     | Desai Williams   | Canada      | 10 s 24  |       | Q     |
| 5    | 8     | Arnaldo da Silva | Brésil      | 10 s 32  |       |       |
| 6    | 1     | Olapade Adeniken | Nigeria     | 10 s 33  |       |       |
| 7    | 7     | Mardi Lestari    | Indonésie   | 10 s 39  |       |       |
| 8    | 6     | John Myles-Mills | Ghana       | 10 s 43  |       |       |

#### Série 2
| Rang | Ligne | Athlète          | Nationalité            | Résultat | Notes | Qual. |
| ---- | ----- | ---------------- | ---------------------- | -------- | ----- | ----- |
| 1    | 6     | Ben Johnson      | Canada                 | 10 s 03  |       | Q     |
| 2    | 3     | Linford Christie | Grande-Bretagne        | 10 s 11  |       | Q     |
| 3    | 4     | Dennis Mitchell  | États-Unis             | 10 s 23  |       | Q     |
| 4    | 5     | Robson da Silva  | Brésil                 | 10 s 24  |       | Q     |
| 5    | 2     | Attila Kovács    | Hongrie                | 10 s 31  |       |       |
| 6    | 7     | Juan Núñez       | République dominicaine | 10 s 35  |       |       |
| 7    | 8     | Isiaq Adeyanju   | Nigeria                | 10 s 60  |       |       |

### Quarts de finale (23 septembre)

#### Série 1
| Rang | Ligne | Athlète            | Nationalité     | Résultat | Notes | Qual. |
| ---- | ----- | ------------------ | --------------- | -------- | ----- | ----- |
| 1    | 4     | Linford Christie   | Grande-Bretagne | 10 s 11  |       | Q     |
| 2    | 3     | Dennis Mitchell    | États-Unis      | 10 s 13  |       | Q     |
| 3    | 5     | Ben Johnson        | Canada          | 10 s 17  |       | Q     |
| 4    | 6     | John Mair          | Jamaïque        | 10 s 41  |       |       |
| 5    | 7     | Charles-Louis Seck | Sénégal         | 10 s 42  |       |       |
| 6    | 8     | Li Tao             | Chine           | 10 s 53  |       |       |
| 7    | 1     | Kennedy Ondiek     | Kenya           | 10 s 57  |       |       |
| 8    | 2     | Ousmane Diarra     | Mali            | 10 s 61  |       |       |

#### Série 2
| Rang | Ligne | Athlète           | Nationalité | Résultat | Notes | Qual. |
| ---- | ----- | ----------------- | ----------- | -------- | ----- | ----- |
| 1    | 5     | Desai Williams    | Canada      | 10 s 16  |       | Q     |
| 2    | 3     | Arnaldo da Silva  | Brésil      | 10 s 25  |       | Q     |
| 3    | 4     | Vladimir Krylov   | URSS        | 10 s 26  |       | Q     |
| 4    | 6     | Attila Kovács     | Hongrie     | 10 s 27  |       | Q     |
| 5    | 8     | Michele Lazazzera | Italie      | 10 s 50  |       |       |
| 6    | 1     | Thierry Lauret    | France      | 10 s 51  |       |       |
| 7    | 2     | Zheng Chen        | Chine       | 10 s 72  |       |       |
| 8    | 7     | Chidi Imoh        | Nigeria     | 11 s 44  |       |       |

#### Série 3
| Rang | Ligne | Athlète               | Nationalité            | Résultat | Notes | Qual. |
| ---- | ----- | --------------------- | ---------------------- | -------- | ----- | ----- |
| 1    | 6     | Ray Stewart           | Jamaïque               | 10 s 25  |       | Q     |
| 2    | 2     | Juan Núñez            | République dominicaine | 10 s 33  |       | Q     |
| 3    | 3     | Sven Matthes          | RDA                    | 10 s 36  |       |       |
| 4    | 4     | Jean-Charles Trouabal | France                 | 10 s 41  |       |       |
| 5    | 5     | José Javier Arqués    | ESP                    | 10 s 43  |       |       |
| 6    | 1     | Amadou M'Baye         | Sénégal                | 10 s 45  |       |       |
| 7    | 7     | Barrington Williams   | Grande-Bretagne        | 10 s 55  |       |       |
| 8    | 8     | Christian Haas        | RFA                    | 11 s 57  |       |       |

#### Série 4
| Rang | Ligne | Athlète          | Nationalité | Résultat | Notes | Qual. |
| ---- | ----- | ---------------- | ----------- | -------- | ----- | ----- |
| 1    | 3     | Calvin Smith     | États-Unis  | 10 s 16  |       | Q     |
| 2    | 7     | Olapade Adeniken | Nigeria     | 10 s 30  |       | Q     |
| 3    | 4     | Andreas Berger   | Autriche    | 10 s 34  |       |       |
| 4    | 6     | Emmanuel Tuffour | Ghana       | 10 s 37  |       |       |
| 5    | 5     | Talal Mansour    | Qatar       | 10 s 38  |       |       |
| 6    | 8     | Patrick Stevens  | Belgique    | 10 s 50  |       |       |
| 7    | 2     | Cheng Hsin-Fu    | Taïwan      | 10 s 54  |       |       |
| 8    | 1     | György Fetter    | Hongrie     | 10 s 55  |       |       |

#### Série 5
| Rang | Ligne | Athlète               | Nationalité | Résultat | Notes | Qual. |
| ---- | ----- | --------------------- | ----------- | -------- | ----- | ----- |
| 1    | 3     | Carl Lewis            | États-Unis  | 9 s 99   |       | Q     |
| 2    | 5     | Robson da Silva       | Brésil      | 10 s 24  |       | Q     |
| 3    | 6     | Isiaq Adeyanju        | Nigeria     | 10 s 32  |       | Q     |
| 4    | 4     | Pierfrancesco Pavoni  | Italie      | 10 s 33  |       |       |
| 5    | 8     | Vitaly Savin          | URSS        | 10 s 36  |       |       |
| 6    | 1     | Koji Kurihara         | Japon       | 10 s 49  |       |       |
| 7    | 2     | István Tatár          | Hongrie     | 10 s 68  |       |       |
| 8    | 7     | Issa Alassane-Ousséni | Bénin       | 10 s 83  |       |       |

#### Série 6
| Rang | Ligne | Athlète          | Nationalité  | Résultat | Notes | Qual. |
| ---- | ----- | ---------------- | ------------ | -------- | ----- | ----- |
| 1    | 5     | John Myles-Mills | Ghana        | 10 s 21  |       | Q     |
| 2    | 6     | Mardi Lestari    | Indonésie    | 10 s 32  |       | Q     |
| 3    | 3     | Max Morinière    | France       | 10 s 37  |       |       |
| 4    | 4     | Ezio Madonia     | Italie       | 10 s 38  |       |       |
| 5    | 2     | Peter Wekesa     | Kenya        | 10 s 43  |       |       |
| 6    | 7     | Sim Deok-Seop    | Corée du Sud | 10 s 55  |       |       |
| 7    | 1     | Andrew Smith     | Jamaïque     | 10 s 63  |       |       |
| 8    | 8     | Cai Jianming     | Chine        | 10 s 76  |       |       |

### Séries (23 septembre)

#### Série 1
| Rang | Ligne | Athlète               | Nationalité     | Résultat | Notes | Qual. |
| ---- | ----- | --------------------- | --------------- | -------- | ----- | ----- |
| 1    | 7     | Robson da Silva       | Brésil          | 10 s 37  |       | Q     |
| 2    | 3     | Ezio Madonia          | Italie          | 10 s 40  |       | Q     |
| 3    | 4     | Cheng Hsin-Fu         | Taïwan          | 10 s 48  |       | Q     |
| 4    | 5     | Thierry Lauret        | France          | 10 s 56  |       | Q     |
| 5    | 8     | Boevi Lawson          | Togo            | 10 s 59  |       |       |
| 6    | 6     | Leung Wing Kwong      | Hong Kong       | 10 s 82  |       |       |
| 7    | 2     | Mohamed Fahd Al-Bishi | Arabie saoudite | 10 s 85  |       |       |
| 8    | 1     | Jerry Jeremiah        | Vanuatu         | 10 s 96  |       |       |

#### Série 2
| Rang | Ligne | Athlète              | Nationalité         | Résultat | Notes | Qual. |
| ---- | ----- | -------------------- | ------------------- | -------- | ----- | ----- |
| 1    | 7     | Calvin Smith         | États-Unis          | 10 s 28  |       | Q     |
| 2    | 3     | Attila Kovács        | Hongrie             | 10 s 39  |       | Q     |
| 3    | 4     | Mardi Lestari        | Indonésie           | 10 s 40  |       | Q     |
| 4    | 6     | Andrey Razin         | URSS                | 10 s 58  |       |       |
| 5    | 5     | Henri Ndinga         | République du Congo | 10 s 74  |       |       |
| 6    | 1     | Fabian Muyaba        | Zimbabwe            | 10 s 75  |       |       |
| 7    | 2     | Moustafa Kamel Salmi | Algérie             | 11 s 08  |       |       |
| 8    | 8     | Markus Büchel        | Liechtenstein       | 11 s 21  |       |       |

#### Série 3
| Rang | Ligne | Athlète            | Nationalité                 | Résultat | Notes | Qual. |
| ---- | ----- | ------------------ | --------------------------- | -------- | ----- | ----- |
| 1    | 6     | Talal Mansour      | Qatar                       | 10 s 42  |       | Q     |
| 2    | 3     | Juan Núñez         | République dominicaine      | 10 s 47  |       | Q     |
| 3    | 8     | Amadou M'Baye      | Sénégal                     | 10 s 64  |       | Q     |
| 4    | 7     | Fabian Whymns      | Bahamas                     | 10 s 70  |       |       |
| 5    | 5     | Neville Hodge      | Îles Vierges des États-Unis | 10 s 73  |       |       |
| 6    | 4     | Francis Dove-Edwin | Sierra Leone                | 10 s 89  |       |       |
| 7    | 1     | Alexandre Yougbare | Burkina Faso                | 10 s 90  |       |       |
| 8    | 2     | Henrico Atkins     | Barbade                     | 11 s 01  |       |       |

#### Série 4
| Rang | Ligne | Athlète              | Nationalité               | Résultat | Notes | Qual. |
| ---- | ----- | -------------------- | ------------------------- | -------- | ----- | ----- |
| 1    | 3     | Emmanuel Tuffour     | Ghana                     | 10 s 31  |       | Q     |
| 2    | 8     | Koji Kurihara        | Japon                     | 10 s 46  |       | Q     |
| 3    | 6     | Andrew Smith         | Jamaïque                  | 10 s 49  |       | Q     |
| 4    | 4     | Zheng Chen           | Chine                     | 10 s 51  |       | Q     |
| 5    | 7     | István Tatár         | Hongrie                   | 10 s 52  |       | Q     |
| 6    | 2     | Christian Haas       | RFA                       | 10 s 54  |       | Q     |
| 7    | 5     | John Hou             | Papouasie-Nouvelle-Guinée | 10 s 96  |       |       |
| 8    | 1     | Ehab Fuad Ahmed Nagi | Yémen du Sud              | 11 s 53  |       |       |

#### Série 5
| Rang | Ligne | Athlète             | Nationalité     | Résultat | Notes | Qual. |
| ---- | ----- | ------------------- | --------------- | -------- | ----- | ----- |
| 1    | 4     | Linford Christie    | Grande-Bretagne | 10 s 19  |       | Q     |
| 2    | 2     | Max Morinière       | France          | 10 s 34  |       | Q     |
| 3    | 1     | Sven Matthes        | RDA             | 10 s 35  |       | Q     |
| 4    | 6     | Li Tao              | Chine           | 10 s 47  |       | Q     |
| 5    | 5     | Samuel Nchinda-Kaya | Cameroun        | 10 s 60  |       |       |
| 6    | 3     | Lee Shiunn-Long     | Taïwan          | 10 s 69  |       |       |
| 7    | 8     | Bill Trott          | Bermudes        | 10 s 69  |       |       |
| 8    | 7     | Frank Maziya        | Swaziland       | 11 s 52  |       |       |

#### Série 6
| Rang | Ligne | Athlète               | Nationalité     | Résultat | Notes | Qual. |
| ---- | ----- | --------------------- | --------------- | -------- | ----- | ----- |
| 1    | 5     | Chidi Imoh            | Nigeria         | 10 s 62  |       | Q     |
| 2    | 3     | Charles-Louis Seck    | Sénégal         | 10 s 64  |       | Q     |
| 3    | 4     | Issa Alassane-Ousséni | Bénin           | 10 s 72  |       | Q     |
| 4    | 2     | John Regis            | Grande-Bretagne | 10 s 76  |       |       |
| 5    | 7     | Mothobi Kharitse      | Lesotho         | 10 s 97  |       |       |
| 6    | 6     | Robert Loua           | Guinée          | 11 s 20  |       |       |
| 7    | 8     | Samuel Birch          | Liberia         | 11 s 68  |       |       |
| 8    | 1     | Pedro Agostinho       | Portugal        | -        | DNF   |       |

#### Série 7
| Rang | Ligne | Athlète              | Nationalité | Résultat | Notes | Qual. |
| ---- | ----- | -------------------- | ----------- | -------- | ----- | ----- |
| 1    | 6     | Ray Stewart          | Jamaïque    | 10 s 22  |       | Q     |
| 2    | 2     | Pierfrancesco Pavoni | Italie      | 10 s 36  |       | Q     |
| 3    | 3     | Vitaly Savin         | URSS        | 10 s 52  |       | Q     |
| 4    | 1     | György Fetter        | Hongrie     | 10 s 54  |       | Q     |
| 5    | 8     | Khaled Ibrahim Jouma | Bahreïn     | 10 s 80  |       |       |
| 6    | 7     | Muhammad Afzal       | Pakistan    | 10 s 91  |       |       |
| 7    | 4     | Claude Roumain       | Haiti       | 11 s 22  |       |       |

#### Série 8
| Rang | Ligne | Athlète                   | Nationalité        | Résultat | Notes | Qual. |
| ---- | ----- | ------------------------- | ------------------ | -------- | ----- | ----- |
| 1    | 2     | Ben Johnson               | Canada             | 10 s 37  |       | Q     |
| 2    | 4     | Cai Jianming              | Chine              | 10 s 55  |       | Q     |
| 3    | 6     | Sim Deok-Seop             | Corée du Sud       | 10 s 56  |       | Q     |
| 4    | 3     | Carlos Bernardo Moreno    | Chili              | 10 s 70  |       |       |
| 5    | 5     | Abdullah Salem Al-Khalidi | Oman               | 10 s 90  |       |       |
| 6    | 7     | Mohamed Shah Jalal        | Bangladesh         | 10 s 94  |       |       |
| 7    | 1     | Joseph Ssali              | Ouganda            | 10 s 95  |       |       |
| 8    | 1     | St. Clair Soleyne         | Antigua-et-Barbuda | 11 s 17  |       |       |

#### Série 9
| Rang | Ligne | Athlète           | Nationalité               | Résultat | Notes | Qual. |
| ---- | ----- | ----------------- | ------------------------- | -------- | ----- | ----- |
| 1    | 4     | Desai Williams    | Canada                    | 10 s 24  |       | Q     |
| 2    | 2     | Peter Wekesa      | Kenya                     | 10 s 50  |       | Q     |
| 3    | 6     | Olapade Adeniken  | Nigeria                   | 10 s 56  |       | Q     |
| 4    | 5     | Eduardo Nava      | Mexique                   | 10 s 68  |       |       |
| 5    | 3     | Jailto Bonfim     | Brésil                    | 10 s 75  |       |       |
| 6    | 8     | Lindel Hodge      | Îles Vierges britanniques | 10 s 79  |       |       |
| 7    | 1     | Visut Watanasin   | Thailande                 | 10 s 88  |       |       |
| 8    | 7     | Arménio Fernandes | Angola                    | 10 s 92  |       |       |

#### Série 10
| Rang | Ligne | Athlète           | Nationalité                 | Résultat | Notes | Qual. |
| ---- | ----- | ----------------- | --------------------------- | -------- | ----- | ----- |
| 1    | 5     | Vladimir Krylov   | URSS                        | 10 s 34  |       | Q     |
| 2    | 7     | Arnaldo da Silva  | Brésil                      | 10 s 44  |       | Q     |
| 3    | 3     | Michele Lazazzera | Italie                      | 10 s 47  |       | Q     |
| 4    | 1     | Kennedy Ondiek    | Kenya                       | 10 s 51  |       | Q     |
| 5    | 8     | Takahiko Kasahara | Japon                       | 10 s 62  |       |       |
| 6    | 4     | Jimmy Flemming    | Îles Vierges des États-Unis | 10 s 70  |       |       |
| 7    | 6     | Jihad Salame      | Liban                       | 11 s 49  |       |       |
| 8    | 2     | Gilbert Bessi     | Monaco                      | 11 s 55  |       |       |

#### Série 11
| Rang | Ligne | Athlète            | Nationalité            | Résultat | Notes | Qual. |
| ---- | ----- | ------------------ | ---------------------- | -------- | ----- | ----- |
| 1    | 8     | Dennis Mitchell    | États-Unis             | 10 s 37  |       | Q     |
| 2    | 2     | Isiaq Adeyanju     | Nigeria                | 10 s 45  |       | Q     |
| 3    | 7     | Ousmane Diarra     | Mali                   | 10 s 53  |       | Q     |
| 4    | 6     | Oliver Daniels     | Liberia                | 10 s 68  |       |       |
| 5    | 3     | Luís Cunha         | Portugal               | 10 s 80  |       |       |
| 6    | 1     | Evaristo Ortíz     | République dominicaine | 11 s 01  |       |       |
| 7    | 5     | Nguyễn Ðình Minh   | Vietnam                | 11 s 09  |       |       |
| 8    | 4     | Secundino Borabota | Guinée équatoriale     | 11 s 52  |       |       |

#### Série 12
| Rang | Ligne | Athlète             | Nationalité     | Résultat | Notes | Qual. |
| ---- | ----- | ------------------- | --------------- | -------- | ----- | ----- |
| 1    | 3     | John Myles-Mills    | Ghana           | 10 s 31  |       | Q     |
| 2    | 7     | Andreas Berger      | Autriche        | 10 s 40  |       | Q     |
| 3    | 8     | Barrington Williams | Grande-Bretagne | 10 s 51  |       | Q     |
| 4    | 4     | Patrick Stevens     | Belgique        | 10 s 51  |       | Q     |
| 5    | 6     | Enrique Talavera    | Espagne         | 10 s 61  |       |       |
| 6    | 1     | Tomohiro Osawa      | Japon           | 10 s 71  |       |       |
| 7    | 5     | Dominique Canti     | Saint-Marin     | 11 s 11  |       |       |
| 8    | 2     | Ismail Asif Waheed  | Maldives        | 11 s 49  |       |       |

#### Série 13
| Rang | Ligne | Athlète               | Nationalité  | Résultat | Notes | Qual. |
| ---- | ----- | --------------------- | ------------ | -------- | ----- | ----- |
| 1    | 2     | Carl Lewis            | États-Unis   | 10 s 14  |       | Q     |
| 2    | 3     | Jean-Charles Trouabal | France       | 10 s 39  |       | Q     |
| 3    | 8     | José Javier Arqués    | Espagne      | 10 s 44  |       | Q     |
| 4    | 7     | John Mair             | Jamaïque     | 10 s 44  |       | Q     |
| 5    | 5     | Harouna Pale          | Burkina Faso | 10 s 76  |       |       |
| 6    | 4     | Peauope Suli          | Tonga        | 10 s 94  |       |       |
| 7    | 6     | Maloni Bole           | Fidji        | 11 s 19  |       |       |